# Kristalltagging
Kristalltagging (Scopuloides rimosa) är en svampart som först beskrevs av Mordecai Cubitt Cooke, och fick sitt nu gällande namn av Jülich 1982. Kristalltagging ingår i släktet Scopuloides och familjen Meruliaceae.  Arten är reproducerande i Sverige. Inga underarter finns listade i Catalogue of Life.